# Проект «Вестфорд»

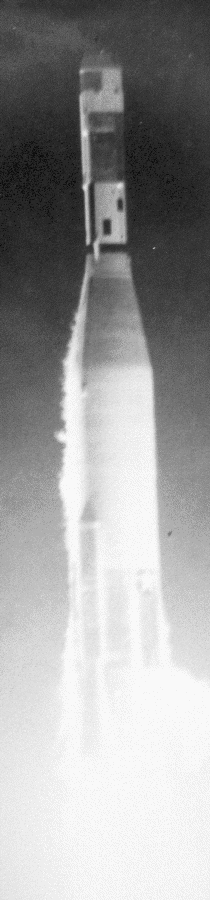
Запуск первого спутника проекта

Проект «Вестфорд» (англ. Project West Ford, также Westford Needles или Project Needles) — эксперимент, осуществленный в 1961—1963 годах лабораторией Линкольна Массачусетского технологического института по заказу Министерства обороны США в интересах Вооружённых сил для обеспечения более надёжной системы военной связи.

## Практическая необходимость

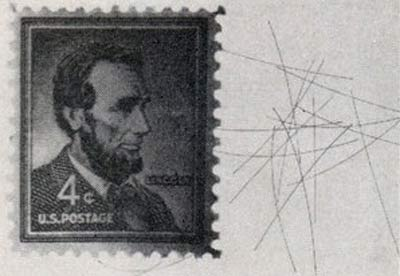
Иголки в сравнении с почтовой маркой

В 1950-е годы основным средством связи у военных с отдалёнными объектами были радиоволны, отражающиеся от ионосферы Земли. Чтобы данный тип связи был надёжен, американцы планировали создать вокруг Земли искусственную ионосферу и вывели на среднюю околоземную орбиту тремя спутниками 480 миллионов медных иголок (проволочек).

## Запуски
Спутники были выведены на орбиту ракетой-носителем «Атлас-Аджена»:
- Westford 1 — запущен 21 октября 1961 года,
- Westford-Drag — запущен 9 апреля 1962 года,
- Westford 2 — запущен 9 мая 1963 года.

## Техническое описание
Каждая из иголок являлась дипольной микроантенной и имела 1,78 см в длину, а в толщину — 25,4 мкм при запуске 1961 года и 17,8 мкм при запуске 1963 года. Первая попытка закончилась неудачей — кольца из проволочек не получилось. Третья попытка оказалась успешной: иголки образовали огромное облако, которое образовало вокруг Земли торообразное кольцо. Иглы были размещены на околоземной орбите на высоте между 350 и 380 километров. Первый сеанс радиосвязи через искусственное медное облако состоялся уже на четвёртый день после запуска — между передающей антенной, установленной в Калифорнии, и приёмной антенной в Массачусетсе.

## Реакция в мире
Мнения мирового сообщества по этому проекту разделились — американцы смогли убедить многие страны в безопасности этого эксперимента, во многом благодаря выступлению в ООН представителя США Эдлая Стивенсона, который защищал проект. Но против него выступили, в частности, Британское королевское астрономическое общество и Советский Союз. В газете «Правда» была напечатана статья против этого проекта с заголовком «США засоряют космос». Также с соответствующим заявлением выступило ТАСС.

## Закрытие проекта
Истинные причины неизвестны, но проект закрыли в том же 1963 году. Согласно расчётам американцев, медным иголкам понадобилось около 10 лет, чтобы вернуться на Землю. Но некоторая их часть так и осталась летать на орбите до сих пор, став составной частью космического мусора.

## Культурные отсылки
- Дуэт куплетистов Рудаков и Нечаев исполнял следующий куплет:

Пентагоновские волки

В космос бросили иголки.

Мы ведь можем полететь

И в иголки нитку вдеть!